# Riccardia schwaneckei
Riccardia schwaneckei là một loài rêu trong họ Aneuraceae. Loài này được (Steph.) Pagán mô tả khoa học đầu tiên năm 1939.